# InterBase Public License
InterBase Public License (IPL) - jedna z licencji wolnego oprogramowania, opracowana przez firmę Inprise Corp (obecnie Borland Software Corp) na potrzeby udostępnienia kodu źródłowego serwera InterBase 6.0.
Jest to modyfikacja licencji Mozilla Public License v.1.1.